# Třída Curugi
Třída Curugi je třída rychlých hlídkových lodí japonské pobřežní stráže. Mezi jejich úkoly patří ochrana výlučné ekonomické zóny země, potírání pašování, ochrana rybolovu, mise SAR a obrana proti cizím špionážním plavidlům. Celkem bylo postaveno šest plavidel této třídy. Ve službě jsou od roku 2001.

## Stavba

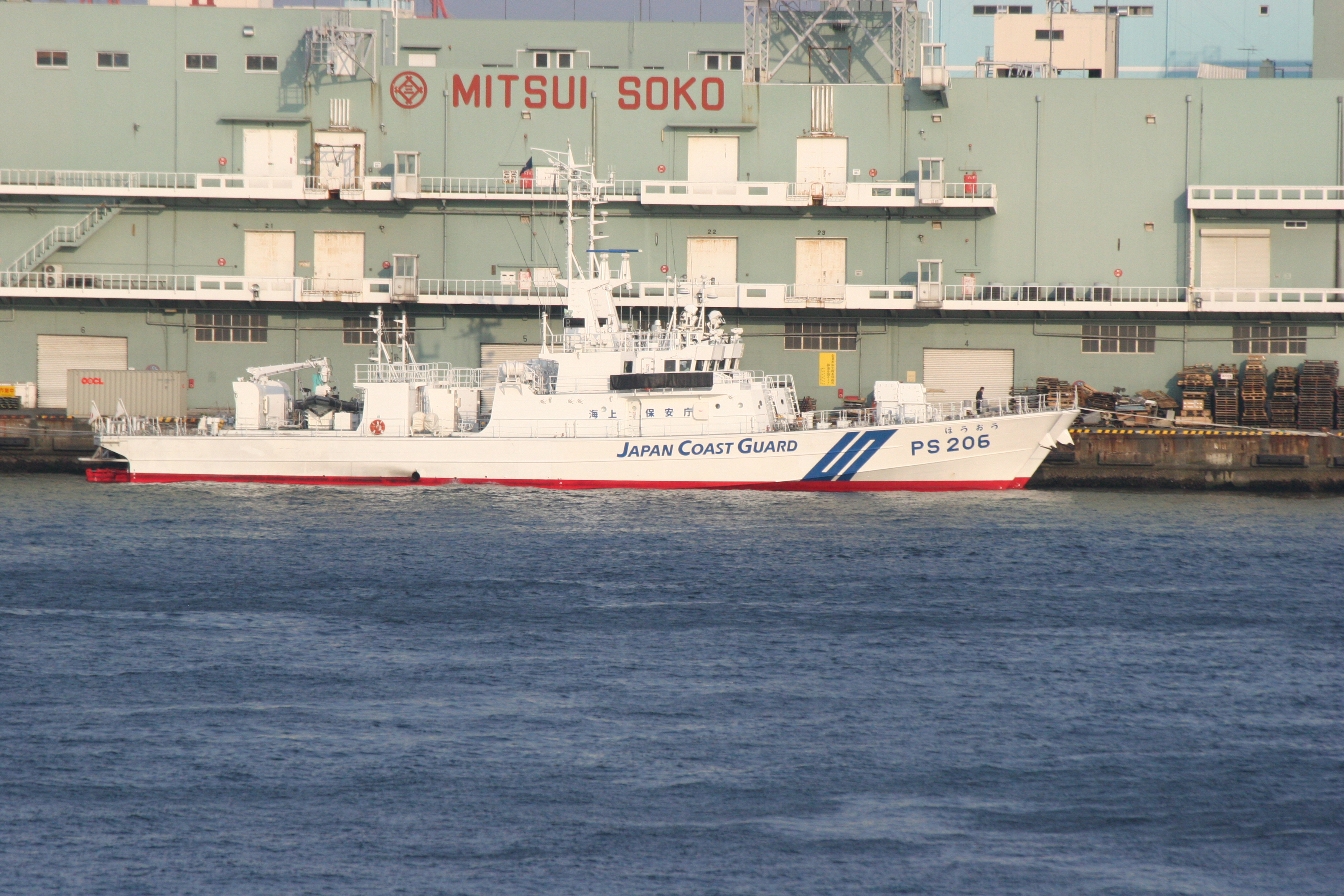
Hó-ó (PS-206)

Celkem bylo postaveno šest plavidel této třídy. První loď postavila loděnice Hitachi Zosen v Kanagawě, druhou loděnice Mitsubishi Heavy Industries v Šimonoseki a zbývající čtyři pak loděnice Mitsui Engineering & Shipbuilding v Tamanu.
Plavidla třídy Curugi:
| Jméno             | Založení kýlu   | Spuštěna          | Vstup do služby | Status  |
| ----------------- | --------------- | ----------------- | --------------- | ------- |
| Curugi (PS-201)   | 15. března 2000 | 9. listopadu 2000 | 15. února 2001  | aktivní |
| Hotaka (PS-202)   | 11. května 2000 | 14. prosince 2000 | 16. března 2001 | aktivní |
| Norikura (PS-203) | 23. května 2000 | 14. prosince 2000 | 16. března 2001 | aktivní |
| Kaimon (PS-204)   | 24. června 2003 | 9. prosince 2003  | 21. dubna 2004  | aktivní |
| Asama (PS-205)    | 24. června 2003 | 3. prosince 2003  | 21. dubna 2004  | aktivní |
| Hó-ó (PS-206)     | 26. února 2004  | 9. prosince 2004  | 17. ledna 2005  | aktivní |

## Konstrukce

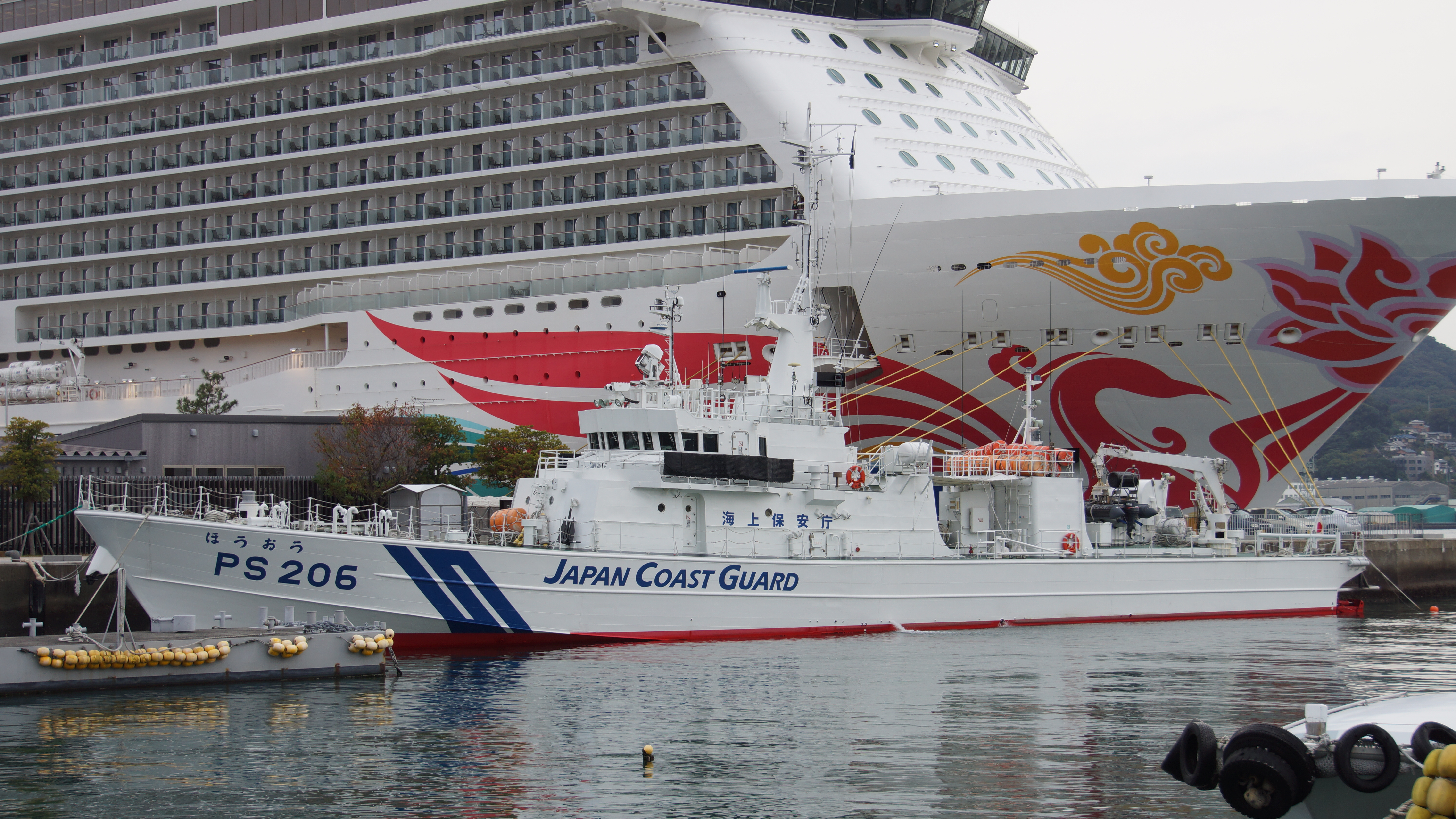
Hó-ó (PS-206) kotvící v Nagasaki

Plavidla jsou vyzbrojena jedním rotačním 20mm kanónem JM61-RFS Sea Vulcan na přídi. Jsou vybavena rychlými čluny RHIB. Pohonný systém tvoří tři dieselové motory MTU 16V 595 TE90, každý o výkonu 5875 hp, pohánějící trojici vodních trysek. Nejvyšší rychlosti dosahuje 40 uzlů. Operační dosah je 650 námořních mil při rychlosti 34 uzlů.